# Мадс Фенгер
Мадс Фенгер Нільсен (дан. Mads Fenger Nielsen, нар. 10 вересня 1990, Орхус, Данія) — данський футболіст, центральний захисник шведського клубу «Гаммарбю».

## Ігрова кар'єра

### «Раннерс»
мадс Фенгер дебютував у дорослому футболу у сезоні 2008/09 у клубі «Раннерс». У наступному сезоні Фенгер разом з Андерсом Егхольмом створив надійну пару центральних захисників команди. Багато в чому саме завдяки зусиллям цих двох центральних захисників «Раннерс» у тому сезоні зумів зберегти прописку у Суперлізі. Але наступний сезон команда провела невдало і вилетіла до Другого дивізіону.
Не дивлячись на пониження у класі Фенгер залишився у клубі і вже у першому сезоні «Раннерс» виграв турнір і знову повернувся до Суперліги.
У сезоні 2012/13 Фенгер став ключовим гравцем основи, а клуб посів третє місце в чемпіонаті, що стало найвищим досягненням за всю історію і лише у фіналі національного кубка «Раннерс» поступився 0:1 «Есб'єргу».
У серпні 2015 року Фенгер провів 200-й матч у складі «Раннерса», ставши таким чином другим гравцем в історії клубу, що досяг цієї позначки. Згодом Мадс отримав посаду капітана команди. У 2017 році Фенгер залишив «Раннерс», як рекордсмен — він провів 262 матчів за команду в усіх турнірах.

### «Гаммарбю»
Влітку 2017 року Мадс Фенгер підписав трирічний контракт з шведським клубом «Гаммарбю». Але вже у вересні футболіст отримав важку травму і його повернення у великий футбол відбулося тільки на початку 2018 року.
У грудні 2019 року Фенгер підписав з клубом новий контракт терміном на чотири роки. А в травні 2012 року Фенгер був одним з гравців, хто забив вирішальний пенальті у серії 11-ти метрових фінального матчу на Кубок Швеції проти «Геккена».

### Збірна
З 2009 року Мадс Фенгер викликався на матчі молодіжної збірної Данії.

## Досягнення
Гаммарбю
 Переможець Кубка Швеції: 2020/21